# McLaren
McLaren je eno od moštev, ki nastopajo v Formuli 1. Moštvo je leta 1963 ustanovil Bruce McLaren. Z osmimi konstruktorski naslovi so tretje najuspešnejše moštvo v zgodovini Formule 1. Za McLaren so nastopali znameniti dirkači kot so Emerson Fittipaldi, Niki Lauda, Alain Prost, Ayrton Senna, Mika Häkkinen in Fernando Alonso. 

## Rezultati Svetovnega prvenstva Formule 1
(poševno - netovarniška moštva; odebeljeno - naslovi prvakov)
| Sezona | Moštvo                                                                                     | Dirkalnik              | Gume | Motor              | Gorivo       | Dirkači                                                                                                 | Prvenstvo                             |
| ------ | ------------------------------------------------------------------------------------------ | ---------------------- | ---- | ------------------ | ------------ | --- | ------------------------------------- |
| 2019   | McLaren                                                                                    | MCL34                  | P    | Renault            | Mobil        | Lando Norris Carlos Sainz Jr.                                                                           | 4. (145 točk)                         |
| 2018   | McLaren                                                                                    | MCL33                  | P    | Renault            | Mobil        | Fernando Alonso Stoffel Vandoorne                                                                       | 6. (62 točk)                          |
| 2017   | McLaren                                                                                    | MCL32                  | P    | Honda              | Mobil        | Fernando Alonso Stoffel Vandoorne Jenson Button                                                         | 9. (30 točk)                          |
| 2016   | McLaren                                                                                    | MP4-31                 | P    | Honda              | Mobil        | Jenson Button Fernando Alonso Stoffel Vandoorne                                                         | 6. (76 točk)                          |
| 2015   | McLaren                                                                                    | MP4-30                 | P    | Honda              | Mobil        | Jenson Button Fernando Alonso Kevin Magnussen                                                           | 9. (27 točk)                          |
| 2014   | McLaren Mercedes                                                                           | MP4-29                 | P    | Mercedes-Benz      | Mobil        | Jenson Button Kevin Magnussen                                                                           | 5. (181 točk)                         |
| 2013   | Vodafone McLaren Mercedes                                                                  | MP4-28                 | P    | Mercedes-Benz      | Mobil        | Jenson Button Sergio Pérez                                                                              | 5. (122 točk)                         |
| 2012   | Vodafone McLaren Mercedes                                                                  | MP4-27                 | P    | Mercedes-Benz      | Mobil        | Jenson Button Lewis Hamilton                                                                            | 3. (378 točk)                         |
| 2011   | Vodafone McLaren Mercedes                                                                  | MP4-26                 | P    | Mercedes-Benz      | Mobil        | Jenson Button Lewis Hamilton                                                                            | 2. (497 točk)                         |
| 2010   | Vodafone McLaren Mercedes                                                                  | MP4-25                 | B    | Mercedes-Benz      | Mobil        | Jenson Button Lewis Hamilton                                                                            | 2. (454 točk)                         |
| 2009   | Vodafone McLaren Mercedes                                                                  | MP4-24                 | B    | Mercedes-Benz      | Mobil        | Lewis Hamilton Heikki Kovalainen                                                                        | 3. (71 točk)                          |
| 2008   | Vodafone McLaren Mercedes                                                                  | MP4-23                 | B    | Mercedes-Benz      | Mobil        | Lewis Hamilton Heikki Kovalainen                                                                        | 2. (151 točk)                         |
| 2007   | Vodafone McLaren Mercedes                                                                  | MP4-22                 | B    | Mercedes-Benz      | Mobil        | Fernando Alonso Lewis Hamilton                                                                          | Izključitev† (203‡/218 točk) (2.‡/1.) |
| 2006   | Team McLaren Mercedes                                                                      | MP4-21                 | M    | Mercedes-Benz      | Mobil        | Kimi Räikkönen Juan Pablo Montoya Pedro de la Rosa                                                      | 3. (110 točk)                         |
| 2005   | Team McLaren Mercedes / West McLaren Mercedes                                              | MP4-20                 | M    | Mercedes-Benz      | Mobil        | Kimi Räikkönen Juan Pablo Montoya Pedro de la Rosa Alexander Wurz                                       | 2. (182 točk)                         |
| 2004   | West McLaren Mercedes                                                                      | MP4-19 MP4-19B         | M    | Mercedes-Benz      | Mobil        | David Coulthard Kimi Räikkönen                                                                          | 5. (69 točk)                          |
| 2003   | West McLaren Mercedes                                                                      | MP4-17D                | M    | Mercedes-Benz      | Mobil        | David Coulthard Kimi Räikkönen                                                                          | 3. (142 točk)                         |
| 2002   | West McLaren Mercedes                                                                      | MP4-17                 | M    | Mercedes-Benz      | Mobil        | David Coulthard Kimi Räikkönen                                                                          | 3. (65 točk)                          |
| 2001   | West McLaren Mercedes                                                                      | MP4-16                 | B    | Mercedes-Benz      | Mobil        | Mika Häkkinen David Coulthard                                                                           | 2. (102 točk)                         |
| 2000   | West McLaren Mercedes                                                                      | MP4/15                 | B    | Mercedes-Benz      | Mobil        | Mika Häkkinen David Coulthard                                                                           | 2. (152 točk)                         |
| 1999   | West McLaren Mercedes                                                                      | MP4/14                 | B    | Mercedes-Benz      | Mobil        | Mika Häkkinen David Coulthard                                                                           | 2. (124 točk)                         |
| 1998   | West McLaren Mercedes                                                                      | MP4/13                 | B    | Mercedes-Benz      | Mobil        | Mika Häkkinen David Coulthard                                                                           | Prvaki (156 točk)                     |
| 1997   | West McLaren Mercedes                                                                      | MP4/12                 | G    | Mercedes-Benz      | Mobil        | Mika Häkkinen David Coulthard                                                                           | 4. (63 točk)                          |
| 1996   | Marlboro McLaren Mercedes                                                                  | MP4/11                 | G    | Mercedes-Benz      | Mobil        | Mika Häkkinen David Coulthard                                                                           | 4. (49 točk)                          |
| 1995   | Marlboro McLaren Mercedes                                                                  | MP4/10 MP4/10B MP4/10C | G    | Mercedes-Benz      | Mobil        | Mika Häkkinen Nigel Mansell Mark Blundell Jan Magnussen                                                 | 4. (30 točk)                          |
| 1994   | Marlboro McLaren Peugeot                                                                   | MP4/9                  | G    | Peugeot            | Shell        | Mika Häkkinen Martin Brundle Philippe Alliot                                                            | 4. (42 točk)                          |
| 1993   | Marlboro McLaren                                                                           | MP4/8                  | G    | Ford               | Shell        | Ayrton Senna Michael Andretti Mika Häkkinen                                                             | 2. (84 točk)                          |
| 1992   | Honda Marlboro McLaren                                                                     | MP4/6B MP4/7A          | G    | Honda              | Shell        | Ayrton Senna Gerhard Berger                                                                             | 2. (99 točk)                          |
| 1991   | Honda Marlboro McLaren                                                                     | MP4/6                  | G    | Honda              | Shell        | Ayrton Senna Gerhard Berger                                                                             | Prvaki (139 točk)                     |
| 1990   | Honda Marlboro McLaren                                                                     | MP4/5B                 | G    | Honda              | Shell        | Ayrton Senna Gerhard Berger                                                                             | Prvaki (121 točk)                     |
| 1989   | Honda Marlboro McLaren                                                                     | MP4/5                  | G    | Honda              | Shell        | Ayrton Senna Alain Prost                                                                                | Prvaki (141 točk)                     |
| 1988   | Honda Marlboro McLaren                                                                     | MP4/4                  | G    | Honda              | Shell        | Alain Prost Ayrton Senna                                                                                | Prvaki (199 točk)                     |
| 1987   | Marlboro McLaren International                                                             | MP4/3                  | G    | TAG (Porsche)      | Shell        | Alain Prost Stefan Johansson                                                                            | 2. (76 točk)                          |
| 1986   | Marlboro McLaren International                                                             | MP4/2C                 | G    | TAG (Porsche)      | Shell        | Alain Prost Keke Rosberg                                                                                | 2. (96 točk)                          |
| 1985   | Marlboro McLaren International                                                             | MP4/2B                 | G    | TAG (Porsche)      | Shell        | Niki Lauda Alain Prost John Watson                                                                      | Prvaki (90 točk)                      |
| 1984   | Marlboro McLaren International                                                             | MP4/2                  | M    | TAG (Porsche)      | Shell        | Niki Lauda Alain Prost                                                                                  | Prvaki (143.5 točk)                   |
| 1983   | Marlboro McLaren International                                                             | MP4/1C MP4/1E          | M    | Ford TAG (Porsche) | Unipart      | Niki Lauda John Watson                                                                                  | 5. (43 točk)                          |
| 1982   | Marlboro McLaren International                                                             | MP4/1B                 | M    | Ford               | Unipart      | Niki Lauda John Watson                                                                                  | 2. (69 točk)                          |
| 1981   | Marlboro McLaren International                                                             | M29C M29F MP4/1        | M    | Ford               | Unipart      | John Watson Andrea de Cesaris                                                                           | 6. (28 točk)                          |
| 1980   | Marlboro Team McLaren                                                                      | M29B M29C M30          | G    | Ford               | Castrol      | John Watson Alain Prost Stephen South                                                                   | 8. (11 točk)                          |
| 1979   | Marlboro Team McLaren Löwenbräu Team McLaren                                               | M26 M28 M28B M28C M29  | G    | Ford               | Castrol      | John Watson Patrick Tambay                                                                              | 7. (15 točk)                          |
| 1978   | Marlboro Team McLaren Liggett Group/BS Fabrications Centro Asegurador F1 Melchester Racing | M23 M26                | G    | Ford               | Texaco       | James Hunt Patrick Tambay Bruno Giacomelli Brett Lunger Nelson Piquet Emilio de Villota Tony Trimmer    | 8. (15 točk)                          |
| 1977   | Marlboro Team McLaren Chesterfield Racing Iberia Airlines                                  | M23 M26                | G    | Ford               | Texaco       | James Hunt Jochen Mass Gilles Villeneuve Bruno Giacomelli Brett Lunger Emilio de Villota                | 3. (60 točk)                          |
| 1976   | Marlboro Team McLaren                                                                      | M23                    | G    | Ford               | Texaco       | James Hunt Jochen Mass                                                                                  | 2. (75 točk)                          |
| 1975   | Marlboro Team Texaco Lucky Strike Racing                                                   | M23                    | G    | Ford               | Texaco       | Emerson Fittipaldi Jochen Mass Dave Charlton                                                            | 3. (63 točk)                          |
| 1974   | Marlboro Team Texaco Yardley Team McLaren Scribante Lucky Strike Racing                    | M23                    | G    | Ford               | Texaco Sasol | Emerson Fittipaldi Denny Hulme Mike Hailwood Jochen Mass David Hobbs Dave Charlton                      | Prvaki (73 točk)                      |
| 1973   | Yardley Team McLaren                                                                       | M19A M19C M23          | G    | Ford               | Gulf         | Denny Hulme Peter Revson Jody Scheckter Jacky Ickx                                                      | 3. (58 točk)                          |
| 1972   | Yardley Team McLaren                                                                       | M19A M19C              | G    | Ford               | Gulf         | Denny Hulme Peter Revson Jody Scheckter Brian Redman                                                    | 3. (47 točk)                          |
| 1971   | Bruce McLaren Motor Racing Ecurie Bonnier Penske-White Racing                              | M7C M14A M19A          | G    | Ford               | Gulf         | Denny Hulme Peter Gethin Jackie Oliver Jo Bonnier Helmut Marko Mark Donohue                             | 6. (10 točk)                          |
| 1970   | Bruce McLaren Motor Racing Team Surtees Ecurie Bonnier                                     | M7C M14A M7D M14D      | G F  | Ford Alfa Romeo    | Gulf         | Denny Hulme Bruce McLaren Peter Gethin Dan Gurney Andrea de Adamich Nanni Galli John Surtees Jo Bonnier | 4. (34 točk)                          |
| 1969   | Bruce McLaren Motor Racing Team Lawson Antique Automobiles / Colin Crabbe Racing           | M7A M7B M7C M9A        | G D  | Ford               | Shell Gulf   | Denny Hulme Bruce McLaren Derek Bell Basil van Rooyen Vic Elford                                        | 4. (38 točk)                          |
| 1968   | Bruce McLaren Motor Racing Joakim Bonnier Racing Team Anglo American Racers                | M5A M7A                | G    | Ford BRM           | Shell        | Denny Hulme Bruce McLaren Jo Bonnier Dan Gurney                                                         | 2. (49 točk) 10. (3 točke)            |
| 1967   | Bruce McLaren Motor Racing                                                                 | M4B M5A M7A            | G    | BRM                | Shell        | Bruce McLaren                                                                                           | 8. (3 točke)                          |
| 1966   | Bruce McLaren Motor Racing                                                                 | M2B                    | F    | Ford Serenissima   | Europa       | Bruce McLaren                                                                                           | 9. (2 točki) 11. (1 točka)            |

† Izključitev iz prvenstva.

‡ Brez konstruktorskih točk na dirki za Veliko nagrado Madžarske 2009.